# Oeverwarkruid
Oeverwarkruid (Cuscuta gronovii) is een eenjarige parasitaire plant die behoort tot de windefamilie (Convolvulaceae).
De soort komt oorspronkelijk uit Noord-Amerika en is inmiddels verspreid over andere delen van de wereld, waaronder Europa. In Nederland is de plant zeer zeldzaam.

## Kenmerken
De plant wordt 15 tot 45 cm hoog. De witte bloemen bloeien van juli tot in de herfst. De vrucht is een doosvrucht.
Oeverwarkruid komt voor langs oevers en waterkanten, de plant parasiteert op wilgen en oeverplanten.